# John Wilschut
John Wilschut (Zuilen, 1 juli 1952) is een voormalig Nederlands voetballer die zijn hele carrière voor FC Utrecht speelde.
Wilschut maakte zijn debuut voor FC Utrecht in het seizoen 1971-1972 in de thuiswedstrijd tegen FC Twente. De verdediger speelde begin jaren zeventig samen met onder meer Co Adriaanse en Leo van Veen voor de club uit de Domstad. Hij kwam uiteindelijk tot ruim 100 eredivisiewedstrijden voor FC Utrecht waarin hij twee keer doel trof. Na het seizoen 1976-1977 zette hij op 25-jarige leeftijd een punt achter zijn actieve voetballoopbaan.